# Dunn (automobilismo)
Dunn è stato un costruttore americano di auto da corsa presente nelle gare statunitensi negli anni cinquanta e sessanta.
Tra il 1950 e il 1960 la 500 Miglia di Indianapolis faceva parte del Campionato mondiale di Formula 1, per questo motivo la Dunn ha all'attivo anche 3 Gran Premi in Formula 1.